# Río Curundú
El río Curundú es un curso de agua de 9,13 km de longitud, que bordea el sector noroeste de la ciudad capital de Panamá y desemboca en el puerto de Balboa. El río ha tenido una serie de transformaciones, sobre todo en el curso bajo, que fue canalizado y soterrado por las autoridades de la antigua Zona del Canal de Panamá. Debido a su proximidad con diversas zonas urbanas e industriales, ha recibido un gran impacto de contaminación ambiental, convirtiéndolo en el río más contaminado del país.

## Toponimia
El origen del vocablo «Curundú» parece ser incierto e historiadores panameños como Rafael Candanedo consideran que es desconocido.
El río se llamaba anteriormente como «Hondo», nombre dado por los colonizadores españoles y posteriormente fue llamado también como «río del Puente», tras la reubicación de la nueva Ciudad de Panamá, luego de la destrucción de Panamá la Vieja en 1671. En 1673, tras la reubicación de la ciudad al área del Casco Antiguo, se erigió un puente de piedra que cruzaba el río, convirtiéndose en una ruta primordial hacia el camino de Cruces, el cual atravesaba el istmo de Panamá hasta aproximadamente la mitad del siglo XIX. Estos nombres permanecieron hasta la creación de la Zona del Canal de Panamá en la primera década del siglo XX, cuando las autoridades estadounidenses usaron el río como línea divisoria y se dio preferencia a llamarlo como «Curundu» (sin tilde).
La existencia del vocablo «Curundu» o «Corandu» se remonta a mediados del siglo XIX, donde se hace referencia a un pequeño poblado de extramuros (fuera de la ciudad) donde vivía gente del arrabal (mayormente mestizos, mulatos y zambos), y que según el diario La Estrella de Panamá en 1856 apoyaban las acciones del liberal Buenaventura Correoso. En un mapa confeccionado en 1857 por solicitud de George Totten, el ingeniero principal del ferrocarril de Panamá, se identifica la presencia de un asentamiento denominado Corandu, en las proximidades del entonces denominado río del Puente. El vocablo «Curundú» pasó a ser dominante al entrar el siglo XX y tras la creación en el lado panameño del corregimiento de Curundú en 1971, este se consolidó.
| |
| Plano de la Ciudad de Panamá, basado en un mapa de 1749 y publicado en 1771, donde se muestra el río Hondo junto con una línea del camino de Cruces cruzándolo. |

| |
| Detalle del mapa encargado por George Totten en 1857, en donde se muestra el poblado de Corandu, cercano al río del Puente (hoy río Curundú). |

## Historia

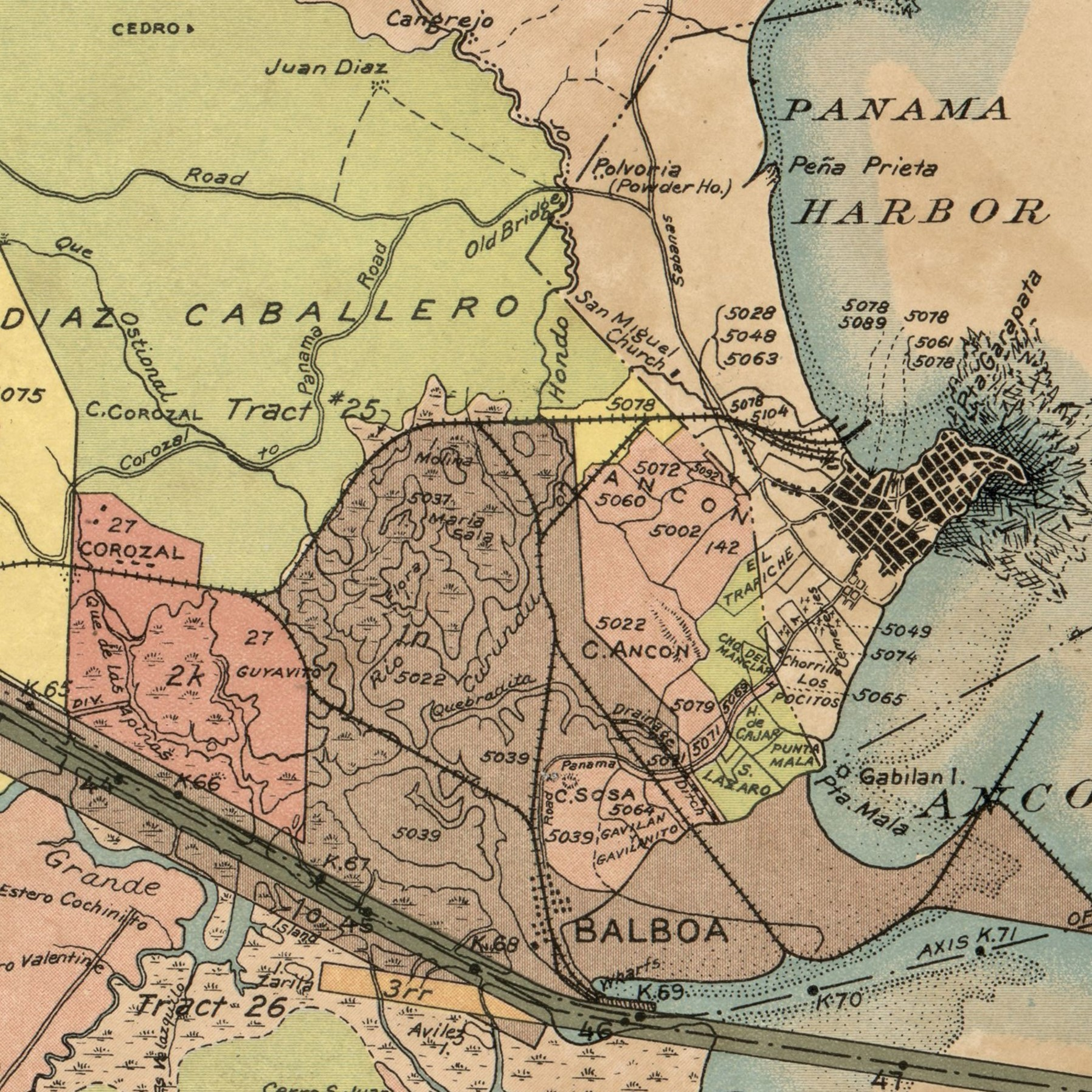
Detalle del mapa elaborado por la Comisión del Canal Ístmico de Estados Unidos en 1911, donde se muestra el río Curundú u Hondo (al centro), y se aprecia el estuario pantanoso que desaparecería años después con el proyecto de relleno y canalización del río.

El río tuvo varios nombres en la época colonial (Hondo o del Puente) y se convirtió en punto de salida de la nueva Ciudad de Panamá al camino de Cruces con la construcción de un puente de piedra sobre el río, que existió hasta 1997 cuando colapsó y sus restos quedaron en el fondo del río.
Originalmente, fue afluente del río Grande y confluía en lo que es hoy el puerto de Balboa, pero con la construcción del canal de Panamá que conllevó la desaparición del río Grande, este fue modificado por los estadounidenses de manera tal que el Curundú desemboca ahora directo en el canal. Entre 1916 y 1926 se rellenó el estuario pantanoso del río Curundú que estaba en territorio estadounidense y se convirtió en el Balboa Fill Landing Field, teniendo un uso militar. Hacia 1934 se completó el relleno con la construcción de la base aérea de Albrook (hoy aeropuerto Marcos A. Gelabert), y los poblados aledaños de Diablo, Corozal, Los Ríos y La Boca. El cauce del Curundú en la antigua zona estadounidense fue canalizado y soterrado.
Con el crecimiento de la ciudad del lado panameño en el siglo XX, comienzan a surgir asentamientos informales en la ribera panameña del Curundú, agudizado luego del movimiento inquilinario de 1925 y que se expandieron en las fincas aledañas en las décadas siguientes, contribuyeron a la creciente contaminación del río, convirtiéndolo en décadas recientes en el río más contaminado de Panamá.

## Recorrido
El río tiene una longitud aproximada de 9 km y posee una microcuenca pequeña de apenas 14 km² con pequeñas quebradas que lo alimentan, además se encuentra altamente urbanizada debido a la influencia directa de la ciudad capital. El nacimiento del río se ubica en el Parque Nacional Camino de Cruces, cercano al campus de la Universidad Tecnológica de Panamá, este recorre el Parque Natural Metropolitano en dirección paralela al Corredor Norte, y luego trazando la línea limítrofe del corregimiento que da su nombre hasta un punto ubicado en la parte trasera de los terrenos del Tribunal Electoral de Panamá donde el río pasa soterrado por el área de Albrook y Diablo hasta reaparecer en su desembocadura a un costado del puerto de Balboa.

## Contaminación
Debido a que el río recorre bastantes áreas residenciales e industriales, recibe un gran impacto en el vertido de aguas residuales, aguas industriales, basura, etc. Según un estudio de 2017, el río supera 5760 veces los valores límites de coliformes fecales, según las normas nacionales (1,44 millones de unidades por cada 100 ml de agua). En ese sentido, la alta demanda biológica de oxígeno en el río ha creado sulfuros que causan malos olores en las zonas aledañas, sobre todo en su curso bajo; además, imposibilitan la presencia de peces y camarones en el río. Adicional a la materia fecal, también existen sustancias derivadas de los detergentes.
El río ha recibido además el impacto de varios desastres ambientales, entre ellos un derrame en agosto de 2006 donde fueron lanzados 2346 galones de búnker al río, siendo provocado por un funcionario del Complejo Hospitalario Metropolitano de la Caja de Seguro Social, y que se extendió hasta su desembocadura en el puerto de Balboa. En octubre de 2010 hubo otro derrame de búnker, donde la Cervecería Nacional reportó la fuga de 4000 litros de combustible hacia el río, pero que la empresa logró contener el desastre en varios puntos.